# FBXO16
FBXO16 (англ. F-box protein 16) – білок, який кодується однойменним геном, розташованим у людей на короткому плечі 8-ї хромосоми. Довжина поліпептидного ланцюга білка становить 292 амінокислот, а молекулярна маса — 34 588.
| 10         |  | 20         |  | 30         |  | 40         |  | 50         |
| ---------- |  | ---------- |  | ---------- |  | ---------- |  | ---------- |
| MMAFAPPKNT |  | DGPKMQTKMS |  | TWTPLNHQLL |  | NDRVFEERRA |  | LLGKWFDKWT |
| DSQRRRILTG |  | LLERCSLSQQ |  | KFCCRKLQEK |  | IPAEALDFTT |  | KLPRVLSLYI |
| FSFLDPRSLC |  | RCAQVCWHWK |  | NLAELDQLWM |  | LKCLRFNWYI |  | NFSPTPFEQG |
| IWKKHYIQMV |  | KELHITKPKT |  | PPKDGFVIAD |  | VQLVTSNSPE |  | EKQSPLSAFR |
| SSSSLRKKNN |  | SGEKALPPWR |  | SSDKHPTDII |  | RFNYLDNRDP |  | METVQQGRRK |
| RNQMTPDFSR |  | QSHDKKNKLQ |  | DRTRLRKAQS |  | MMSRRNPFPL |  | CP         |

A: Аланін

C: Цистеїн

D: Аспарагінова кислота

E: Глутамінова кислота

F: Фенілаланін

G: Гліцин

H: Гістидин

I: Ізолейцин

K: Лізин

L: Лейцин

M: Метіонін

N: Аспарагін

P: Пролін

Q: Глутамін

R: Аргінін

S: Серин

T: Треонін

V: Валін

W: Триптофан

Задіяний у таких біологічних процесах, як убіквітинування білків, альтернативний сплайсинг. 